# Габион

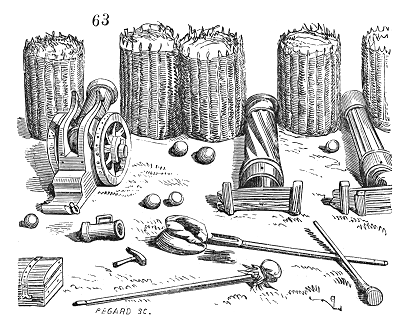
Габионы на артиллерийской позиции

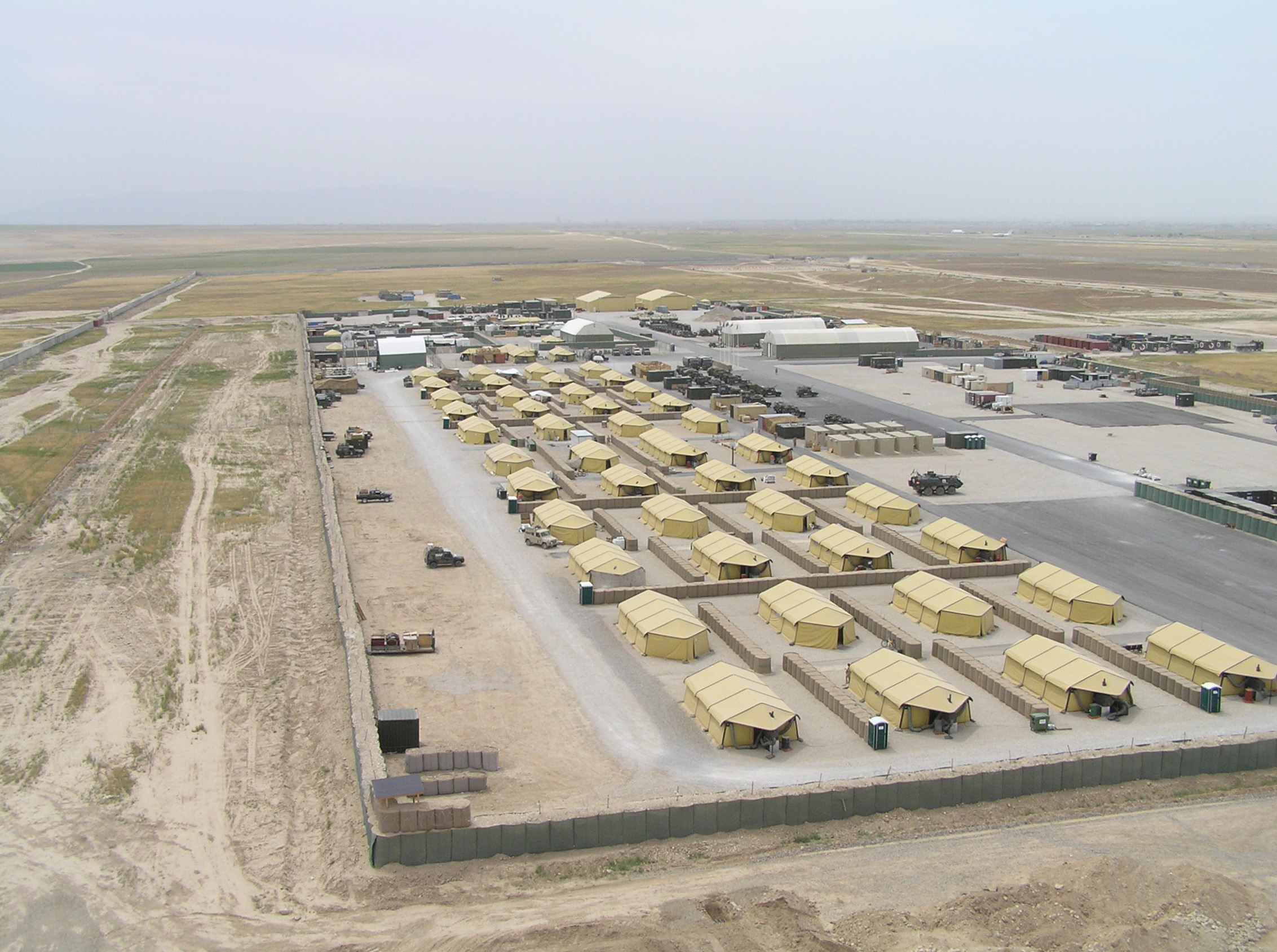
Стены из современных габионов в Афганистане.

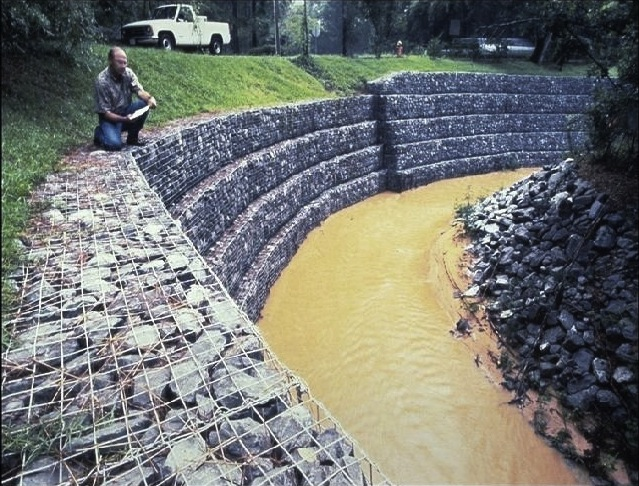
Проволочные или коробчатые корзины удерживают стены от разрушения в ландшафтном проекте.

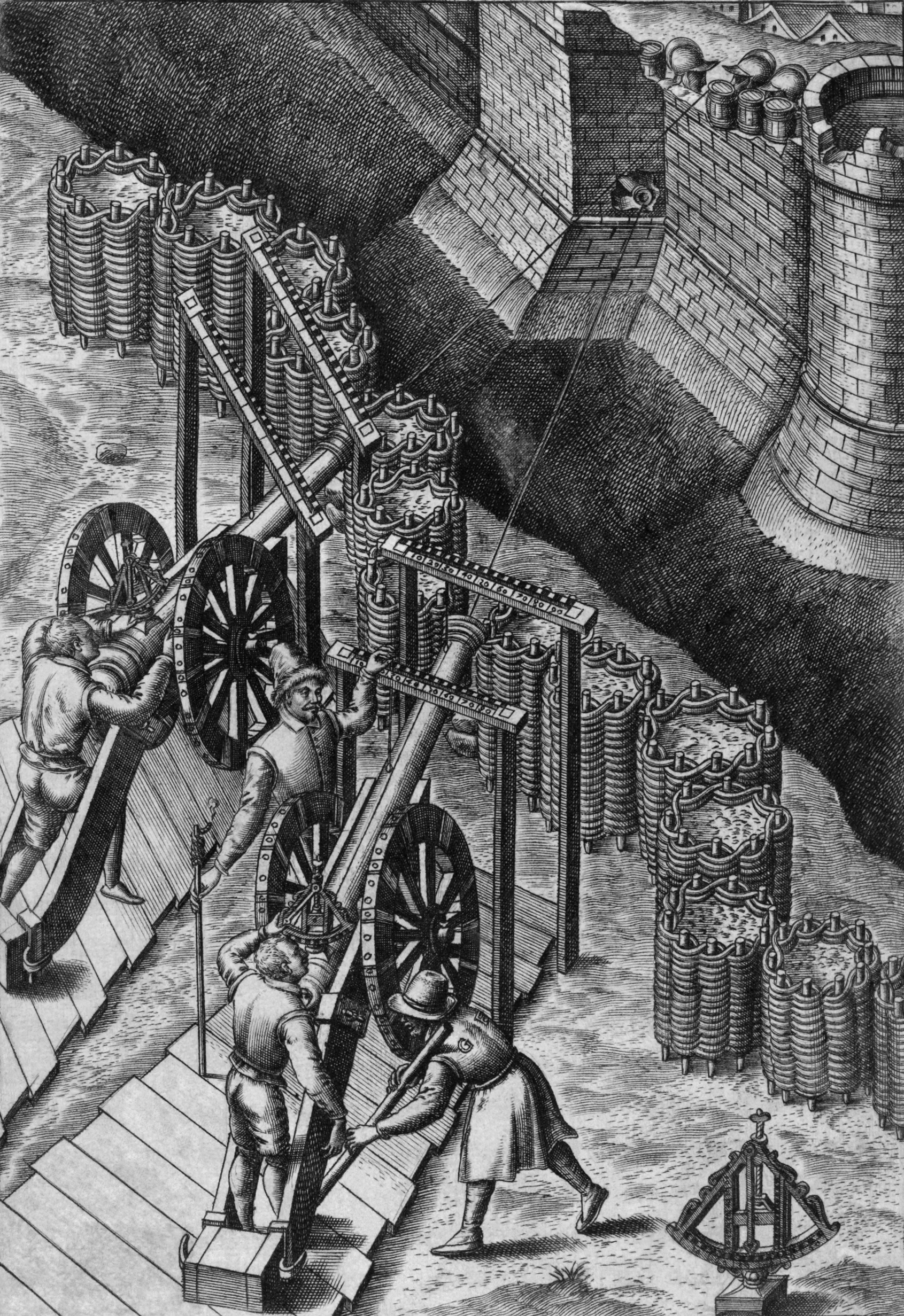
Габионы с пушкой, из иллюстрации конца XVI века

Габио́н (фр. gabion от итал. gabbione — «большая клетка») или габионные сетчатые изделия (ГСИ):
- в фортификации — кузов (тур (тура), плетёнка, корзина без дна), набитый землей (насыпаемая землей или чем иным) и служащий для прикрытия людей, работающих при осаде и обороне крепостей[5], от пуль и орудий полевых войск;
- в строительстве — объёмные изделия различной формы из проволочной кручёной сетки с шестиугольными ячейками по ГОСТ Р 51285—99, предназначенные для создания габионных конструкций.

## Применение

### В военном деле
В военном деле габионы применялись начиная с XVI века в качестве элементов полевых фортификационных сооружений для защиты личного состава формирований, орудийных батарей (Наполеоновские войны, Крымская война и другие).
Во время маршей к месту боя габионы (пустые плетёные корзины без дна, имевшие цилиндрическую форму и отличавшиеся по диаметру (чтобы их можно было вставлять одну в другую)), имеющие небольшой вес, перевозились в обозе, а уже непосредственно на огневой позиции полевой артиллерии их плотно утрамбовывали копаемой тут же землей или камнями. Затем заполненные габионы устанавливались в виде защитных «стен» вокруг орудий, чтобы задерживать пули, ядра и картечь противника. В связи с развитием военного дела в XIX веке для защиты расчётов орудий полевой артиллерии на них стали устанавливать защитные стальные щиты, и надобность в габионах постепенно отпала.
В русском военно-инженерном деле также использовался древнерусский термин «тура» (мн. ч. — «туры»).
Делились на:
- сапные — два фута диаметром, 2¾ фута высотой, один — 1½ пуда весом:
- батарейные — три фута диаметром, 4 фута высотой, около трёх пудов весом.

Обширно применялись русскими инженерами при ночных работах в крепостной войне, преимущественно для устройства покрытий, блиндажей и ниш для снарядов. Для тех же целей употреблялись иногда и в полевой войне.
В XX веке такая форма фортификации выродилась в мешки с песком вокруг пулемётных гнёзд, но в начале 1970х годов заинтересованность в них вновь появилась в странах, рассматривавших возможность ведения маневренной войны в горах или пустынных районах. В США были разработаны и проходили испытания сетчатые ящики из оцинкованной железной проволоки, которые предлагалось заполнять камнями для создания простейших быстровозводимых защитных сооружений.
В XXI веке появились HESCO Bastion — быстросборных габионов из стальной проволоки и мешков из прочной ткани. Применяются, как и раньше, для защиты русел рек и побережий, а также для защиты от осколков и пуль на военных базах и объектах: их можно видеть на базах сил НАТО в Афганистане и Ираке. Разработаны специально с учётом удобной доставки и быстрого наполнения с помощью ковшовых погрузчиков. Большой объём (и, как следствие, большая надёжность возводимого барьера), прочная конструкция и скорость возведения выгодно отличают их от простых мешков с песком. В современной российской армии применяются габионы насыпного типа «Редут».

### В строительстве

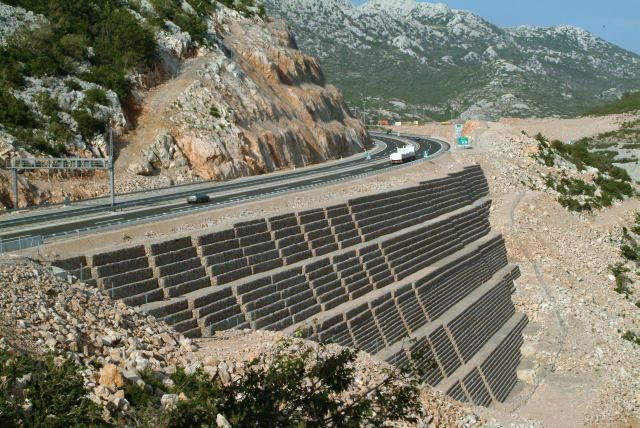
Укрепление габионами дорожной насыпи, Хорватия

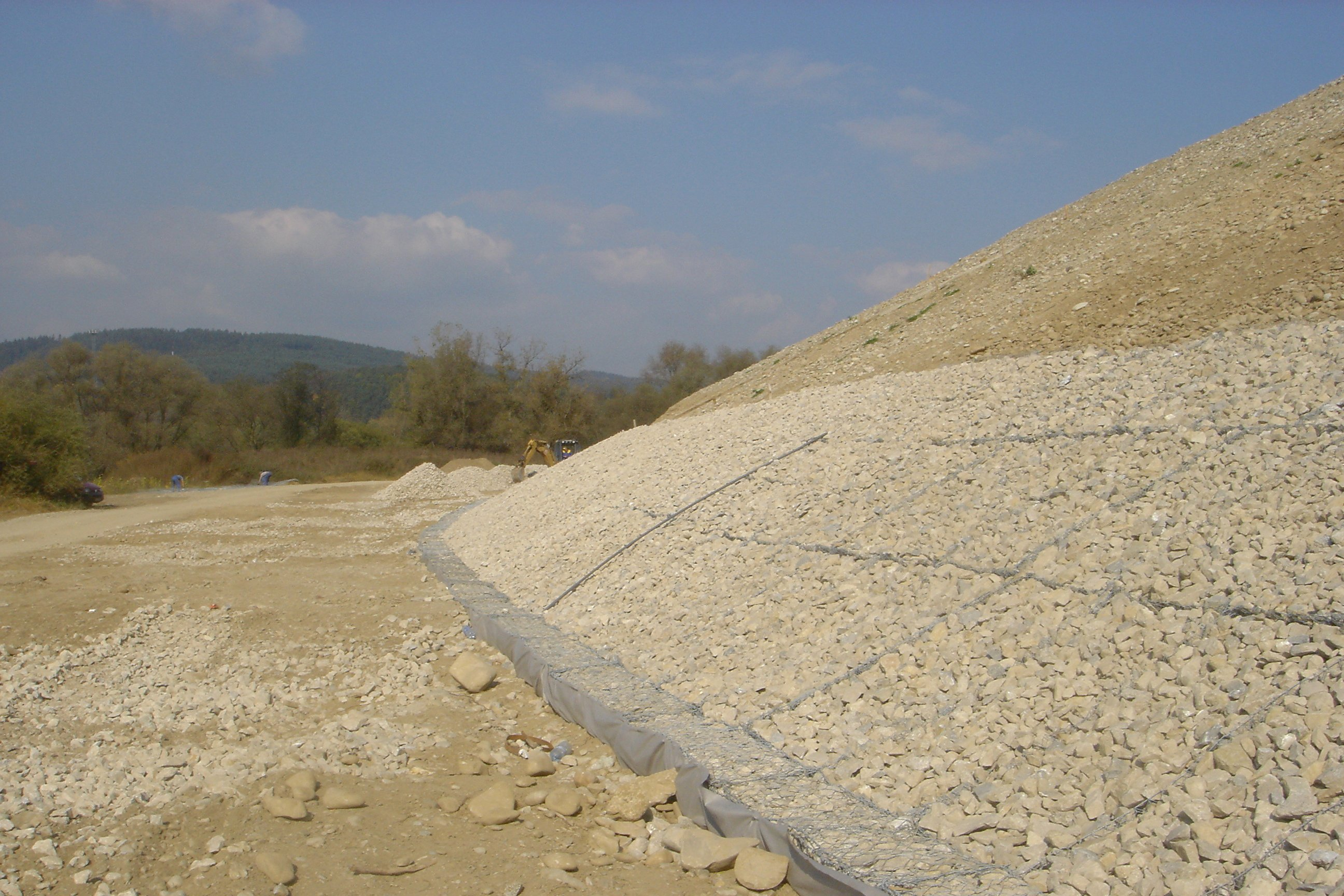
Защита вала с использованием матрасов в Вртижере, Словакия

Сплетённые из оцинкованной проволоки формы-ящики, заполняемые камнем при укладке на место — Габионы, изобретены итальянским инженером Пальвисом в 1906 году.
В конце XIX века габионы заинтересовали строителей, как быстро возводимые сооружения для укрепления крутых склонов и берегов рек, участков, которые подвержены оползням. Пригодились аналогичные конструкции и при возведении дамб и мостов. В современный период плетеную корзину заменил каркас из металлической сетки. Габионы применяются в качестве укрепляющей конструкции, во всех видах строительства, для защиты дорог (автомобильных и железных), опор мостов, речных берегов от размывания и иных разрушений. Основные разновидности габионов: матрацно-тюфячные и коробчатые. Пологие берега рек выстилаются габионными тюфяками; крутые стены — коробками: клетками в форме параллелепипеда с размерами 3—5 х 1—1,5 х 1 метр. При возведении подпорных стен высотой более 3 метров, а также при строительстве на сыпучих грунтах, используются габионы с армирующей панелью. При укреплении русел рек и для прокладки коммуникаций по дну водоёмов (трубы, кабели), применяются цилиндрические габионы. Изготавливаются по ГОСТ Р 52132—2003.
В настоящее время габионы находят широкое применение в ландшафтном дизайне как по своему прямому назначению, так и в качестве декоративных элементов — малых архитектурных форм — например, при обустройстве террас на участке.

## Технология устройства габионных конструкций
Габионы заполняются любым природным каменным материалом. Это может быть булыжник, галька, карьерный камень, окол. Камень-заполнитель может быть окатанным (речной камень) или рваным (карьерный камень или щебень), размером несколько большим, чем размер ячейки сетки габиона.